# ضاغط الدفق المختلط
ضاغط دفق مختلط Mixed flow compressor أو ضاغط الدفق المائل Diagonal flow compressor
هذا النوع من الضاغط يتقاطع ما بين ضاغط الطرد المركزي وضاغط الدفق المحوري لإنتاج وحدة دفق مائل. فالمصطلح الأمريكي الدفق المائل أقرب للمعنى من تلك التسمية دفق مختلط, المخرج يكون نصف القطر أكبر من المدخل, ولكن الدفق يميل للخروج بشكل محوري أكثر منه بشكل قطري. وميزة تلك الطريقة أنها تغني عن عمل قطر كبير لمخرج الناشر مقارنة مع ضاغط الطرد المركزي. هذا النوع من الضاغط موجود بمحركات التوربين المروحي برات & وتني كندا PWC وحاليا موجود بمحركات طائرات خفيفة الوزن Eclipse 500.